# Primera División 2017 (Uruguay)
Het seizoen 2017 van de Primera División was het 114e seizoen van de hoogste Uruguayaanse voetbalcompetitie. De competitie begon op 4 februari en eindigde op 17 december 2017.

## Teams
Er namen zestien ploegen deel aan de Primera División tijdens het seizoen 2017. Vijftien ploegen wisten zich vorig seizoen te handhaven en één ploeg promoveerde vanuit de Segunda División: CCyD El Tanque Sisley kwam in de plaats van het gedegradeerde CSD Villa Española.
| Club                           | Stad                   | Stadion                               | Capaciteit | Vorig seizoen |
| ------------------------------ | ---------------------- | ------------------------------------- | ---------- | ------------- |
| CA Boston River                | Montevideo             | Estadio José Nasazzi                  | 7.000      | 6e            |
| CA Cerro                       | Montevideo             | Estadio Luis Tróccoli                 | 25.000     | 7e            |
| Danubio FC                     | Montevideo             | Estadio Jardines del Hipódromo        | 18.000     | 3e            |
| Defensor Sporting Club         | Montevideo             | Estadio Luis Franzini                 | 16.000     | 4e            |
| CCyD El Tanque Sisley          | Montevideo             | Estadio Campeones Olímpicos (Florida) | 7.000      | 1e (2ª)       |
| CA Fénix                       | Montevideo             | Estadio Parque Capurro                | 5.500      | 9e            |
| CA Juventud                    | Las Piedras            | Estadio Parque Artigas                | 5.500      | 11e           |
| Liverpool FC                   | Montevideo             | Estadio Belvedere                     | 8.500      | 5e            |
| Montevideo Wanderers FC        | Montevideo             | Estadio Parque Alfredo Víctor Viera   | 10.000     | 2e            |
| Club Nacional de Football      | Montevideo             | Estadio Gran Parque Central           | 26.500     | 1e            |
| CA Peñarol                     | Montevideo             | Estadio Campeón del Siglo             | 40.005     | 14e           |
| Club Plaza Colonia de Deportes | Colonia del Sacramento | Estadio Profesor Alberto Suppici      | 15.000     | 15e           |
| Racing Club de Montevideo      | Montevideo             | Estadio Parque Osvaldo Roberto        | 8.500      | 8e            |
| Rampla Juniors FC              | Montevideo             | Estadio Olímpico de Montevideo        | 6.000      | 13e           |
| CA River Plate                 | Montevideo             | Estadio Parque Federico Omar Saroldi  | 5.165      | 10e           |
| IA Sud América                 | Montevideo             | Estadio Parque Palermo                | 6.500      | 12e           |

## Competitie-opzet
De competitie werd gespeeld van 4 februari tot en met 17 december 2017 en bestond uit drie delen: de Apertura, het Torneo Intermedio en de Clausura. In de Apertura en de Clausura speelden alle ploegen eenmaal tegen elkaar. Voor het Torneo Intermedio werden de clubs in twee groepen verdeeld die elk eenmaal tegen elkaar speelden. De groepswinnaars speelden vervolgens in de finale tegen elkaar. Dit was het eerste seizoen dat het Torneo Intermedio werd betwist.
De winnaars van de Apertura en de Clausura kwalificeerden zich voor de halve finales van het Campeonato. De winnaar van het totaalklassement (waarin alle wedstrijden, met uitzondering van de finale van het Torneo Intermedio, werden meegeteld) plaatste zich voor de finale van het Campeonato. De winnaar van die finale werd landskampioen, de verliezer werd tweede. Alle overige clubs werden gerangschikt op basis van het totaalklassement.

### Kwalificatie voor internationale toernooien
Het seizoen 2017 gold als kwalificatie voor de Zuid-Amerikaanse competities (Copa Libertadores en Copa Sudamericana) van 2018. De top-vier kwalificeerde zich voor de Copa Libertadores 2018. Ook voor de Copa Sudamericana 2018 plaatsten zich vier Uruguayaanse ploegen. De winnaars van het Torneo Intermedio en de verliezer van de halve finale van het Campeonato (winnaar van de Apertura of Clausura) kwalificeerden zich indien ze zich niet hadden gekwalificeerd voor de Copa Libertadores. De resterende Uruguayaanse plekken werden opgevuld op basis van de totaalstand.

## Apertura
Het Torneo Apertura werd gespeeld van 4 februari tot en met 14 mei 2017. Alle ploegen speelden eenmaal tegen elkaar. De ploeg met de meeste punten werd winnaar van de Apertura en plaatste zich voor de halve finale van het Campeonato. Indien er twee ploegen gelijk eindigden met de meeste punten, dan zouden ze een beslissingswedstrijd spelen. In het geval dat er drie of meer ploegen gelijk eindigden met de meeste punten, dan zouden de twee ploegen met het beste doelsaldo een beslissingswedstrijd spelen.
Defensor Sporting Club veroverde op de een na laatste speeldag de koppositie en wist die te behouden door in de laatste wedstrijd op bezoek bij CA Fénix met 2–1 te winnen. Hierdoor kwalificeerde Defensor Sporting zich voor de halve finale van het Campeonato.

### Eindstand Apertura
|     | Club                           | Sp. | W  | G | V  | Pnt. | DV | DT | DS  |
| --- | ------------------------------ | --- | -- | - | -- | ---- | -- | -- | --- |
| 1.  | Defensor Sporting Club         | 15  | 11 | 3 | 1  | 36   | 25 | 13 | +12 |
| 2.  | Club Nacional de Football      | 15  | 11 | 2 | 2  | 35   | 26 | 15 | +11 |
| 3.  | CA Peñarol                     | 15  | 7  | 7 | 1  | 28   | 29 | 12 | +17 |
| 4.  | CA Cerro                       | 15  | 7  | 4 | 4  | 25   | 26 | 18 | +8  |
| 5.  | CA Boston River                | 15  | 7  | 2 | 6  | 23   | 21 | 15 | +6  |
| 6.  | Montevideo Wanderers FC        | 15  | 7  | 1 | 7  | 22   | 26 | 24 | +2  |
| 7.  | Rampla Juniors FC              | 15  | 6  | 3 | 6  | 21   | 20 | 23 | –3  |
| 8.  | Danubio FC                     | 15  | 4  | 7 | 4  | 19   | 17 | 16 | +1  |
| 9.  | CCyD El Tanque Sisley          | 15  | 6  | 1 | 8  | 19   | 20 | 29 | –9  |
| 10. | CA River Plate                 | 15  | 4  | 6 | 5  | 18   | 14 | 17 | –3  |
| 11. | CA Fénix                       | 15  | 4  | 4 | 7  | 16   | 21 | 20 | +1  |
| 12. | Racing Club de Montevideo      | 15  | 4  | 3 | 8  | 15   | 16 | 23 | –7  |
| 13. | Liverpool FC                   | 15  | 3  | 6 | 6  | 15   | 14 | 23 | –9  |
| 14. | CA Juventud                    | 15  | 3  | 5 | 7  | 14   | 19 | 24 | –5  |
| 15. | Club Plaza Colonia de Deportes | 15  | 3  | 5 | 7  | 14   | 16 | 22 | –6  |
| 16. | IA Sud América                 | 15  | 2  | 3 | 10 | 9    | 18 | 34 | –16 |

### Legenda
| Kleur | Kwalificatie voor       |
| ----- | ----------------------- |
|       | Halve finale Campeonato |

#### Topscorers
| №  | Speler            | Club                    | Goals |
| -- | ----------------- | ----------------------- | ----- |
| 1. | Cristian Palacios | Montevideo Wanderers FC | 15    |
| 2. | Maureen Franco    | CA Cerro                | 12    |
| 3. | Maximiliano Gómez | Defensor Sporting Club  | 11    |

## Torneo Intermedio
Het Torneo Intermedio werd voor het eerst gespeeld tijdens dit seizoen. De wedstrijden werden gespeeld van 27 mei tot en met 16 juli 2017. De ploegen werden verdeeld in twee groepen: in Groep A zaten de ploegen die in de Apertura op een oneven positie (eerste, derde, et cetera) waren geëindigd. In Groep B zaten de ploegen die op een even positie waren geëindigd.
Groep A werd gewonnen door Defensor Sporting Club, de winnaar van de Apertura. Zij wonnen op de laatste speeldag met 3–2 van concurrent CA Peñarol. In Groep B wist Club Nacional de Football hun koppositie tijdens de laatste speeldag te consolideren door met 2–0 van CA Cerro te winnen. In de finale won Nacional met 1–0 van Defensor Sporting. Hiermee kwalificeerde Nacional zich eveneens voor de eerste editie van de Supercopa Uruguaya.

### Groep A
|    | Club                           | Sp. | W | G | V | Pnt. | DV | DT | DS  |
| -- | ------------------------------ | --- | - | - | - | ---- | -- | -- | --- |
| 1. | Defensor Sporting Club         | 7   | 5 | 2 | 0 | 17   | 15 | 7  | +8  |
| 2. | CA Peñarol                     | 7   | 5 | 1 | 1 | 16   | 17 | 7  | +10 |
| 3. | Rampla Juniors FC              | 7   | 3 | 2 | 2 | 11   | 7  | 8  | –1  |
| 4. | CA Boston River                | 7   | 3 | 1 | 3 | 10   | 9  | 9  | 0   |
| 5. | CA Fénix                       | 7   | 2 | 3 | 2 | 9    | 8  | 10 | –2  |
| 6. | Club Plaza Colonia de Deportes | 7   | 1 | 3 | 3 | 6    | 4  | 9  | –5  |
| 7. | Liverpool FC                   | 7   | 1 | 2 | 4 | 5    | 7  | 10 | –3  |
| 8. | CCyD El Tanque Sisley          | 7   | 0 | 2 | 5 | 2    | 6  | 13 | –7  |

### Groep B
|    | Club                      | Sp. | W | G | V | Pnt. | DV | DT | DS  |
| -- | ------------------------- | --- | - | - | - | ---- | -- | -- | --- |
| 1. | Club Nacional de Football | 7   | 6 | 1 | 0 | 19   | 16 | 5  | +11 |
| 2. | Montevideo Wanderers FC   | 7   | 5 | 2 | 0 | 17   | 9  | 3  | +6  |
| 3. | Racing Club de Montevideo | 7   | 4 | 1 | 2 | 13   | 8  | 6  | +2  |
| 4. | CA Cerro                  | 7   | 2 | 2 | 3 | 8    | 7  | 8  | –1  |
| 5. | Danubio FC                | 7   | 2 | 1 | 4 | 7    | 5  | 9  | –4  |
| 6. | CA Juventud               | 7   | 1 | 3 | 3 | 6    | 5  | 8  | –3  |
| 7. | IA Sud América            | 7   | 1 | 1 | 5 | 4    | 6  | 11 | –5  |
| 8. | CA River Plate            | 7   | 0 | 3 | 5 | 3    | 5  | 11 | –6  |

### Legenda
| Kleur | Kwalificatie voor        |
| ----- | ------------------------ |
|       | Finale Torneo Intermedio |

### Finale
|                                |                        |                     |                           |                                                                          |
| 16 juli 2017 16:00 uur (UTC−3) | Defensor Sporting Club | 0 - 1               | Club Nacional de Football | Estadio Centenario, Montevideo Scheidsrechter: Leodán González (Uruguay) |
| 16 juli 2017 16:00 uur (UTC−3) |                        | Verslag (Soccerway) | 69' Aguirre               | Estadio Centenario, Montevideo Scheidsrechter: Leodán González (Uruguay) |

#### Topscorers
| №  | Speler            | Club                      | Goals |
| -- | ----------------- | ------------------------- | ----- |
| 1. | Rodrigo Aguirre   | Club Nacional de Football | 5     |
| 1. | Fabián Estoyanoff | CA Peñarol                | 5     |
| 1. | Gonzalo Carneiro  | Defensor Sporting Club    | 5     |

## Clausura
Het Torneo Clausura werd gespeeld van 19 augustus tot en met 3 december 2017. Alle ploegen speelden eenmaal tegen elkaar. De ploeg met de meeste punten werd winnaar van de Clausura en plaatste zich voor de halve finale van het Campeonato. Indien er twee ploegen gelijk eindigden met de meeste punten, dan zouden ze een beslissingswedstrijd spelen. In het geval dat er drie of meer ploegen gelijk eindigden met de meeste punten, dan zouden de twee ploegen met het beste doelsaldo een beslissingswedstrijd spelen.
CA Peñarol nam op de eerste speeldag al de leiding door bij CCyD El Tanque Sisley met 4–0 te winnen. Deze koppositie gaven ze in het vervolg van de Clausura niet meer af. Op de een-na-laatste speeldag was de winst in de Clausura zeker na een 4–0 uitzege op CA Cerro. Hierdoor kwalificeerde Peñarol zich voor de halve finale van het Campeonato.

### Eindstand Clausura
|     | Club                           | Sp. | W  | G | V  | Pnt. | DV | DT | DS  |
| --- | ------------------------------ | --- | -- | - | -- | ---- | -- | -- | --- |
| 1.  | CA Peñarol                     | 15  | 14 | 0 | 1  | 42   | 39 | 7  | +32 |
| 2.  | Defensor Sporting Club         | 15  | 10 | 3 | 2  | 33   | 27 | 17 | +10 |
| 3.  | Club Nacional de Football      | 15  | 9  | 2 | 4  | 29   | 29 | 15 | +14 |
| 4.  | CA River Plate                 | 15  | 6  | 6 | 3  | 24   | 23 | 16 | +7  |
| 5.  | IA Sud América                 | 15  | 6  | 4 | 5  | 22   | 26 | 24 | +2  |
| 6.  | Danubio FC                     | 15  | 5  | 5 | 5  | 20   | 18 | 24 | –6  |
| 7.  | CA Cerro                       | 15  | 6  | 2 | 7  | 20   | 17 | 24 | –7  |
| 8.  | CA Boston River                | 15  | 5  | 4 | 6  | 19   | 13 | 15 | –2  |
| 9.  | Rampla Juniors FC              | 15  | 4  | 6 | 5  | 18   | 15 | 19 | –4  |
| 10. | CA Fénix                       | 15  | 4  | 5 | 6  | 17   | 17 | 17 | 0   |
| 11. | Liverpool FC                   | 15  | 5  | 2 | 8  | 17   | 23 | 25 | –2  |
| 12. | Racing Club de Montevideo      | 15  | 4  | 5 | 6  | 17   | 18 | 22 | –4  |
| 13. | Montevideo Wanderers FC        | 15  | 4  | 4 | 7  | 16   | 21 | 26 | –5  |
| 14. | CCyD El Tanque Sisley          | 15  | 3  | 7 | 5  | 16   | 15 | 22 | –7  |
| 15. | CA Juventud                    | 15  | 3  | 2 | 10 | 11   | 14 | 28 | –14 |
| 16. | Club Plaza Colonia de Deportes | 15  | 2  | 3 | 10 | 9    | 12 | 26 | –14 |

### Legenda
| Kleur | Kwalificatie voor       |
| ----- | ----------------------- |
|       | Halve finale Campeonato |

#### Topscorers
| №  | Speler             | Club           | Goals |
| -- | ------------------ | -------------- | ----- |
| 1. | Cristian Palacios  | CA Peñarol     | 10    |
| 1. | Maureen Franco     | CA Cerro       | 10    |
| 3. | Rubén Bentancourt  | IA Sud América | 9     |
| 3. | Cristian Rodríguez | CA Peñarol     | 9     |

## Totaalstand
De ploeg met de meeste punten in de totaalstand - de optelling van de Apertura, het Torneo Intermedio en de Clausura - plaatste zich voor de finale van het Campeonato. Indien er twee ploegen gelijk eindigden met de meeste punten, dan zouden ze een beslissingswedstrijd spelen. In het geval dat er drie of meer ploegen gelijk eindigden met de meeste punten, dan zouden de twee ploegen met het beste doelsaldo een beslissingswedstrijd spelen.
Met nog één wedstrijd te gaan waren er drie ploegen die nog eerste konden worden in het totaalklassement. Defensor Sporting Club ging aan de leiding met 86 punten, gevolgd door CA Peñarol en Club Nacional de Football met 83 punten elk. Defensor Sporting was met een gelijkspel zeker van de eerste plek, maar verloor met 2–0 van CA Fénix. Peñarol (dat al zeker was van winst in de Clausura) won wel, met 4–0 van Racing Club de Montevideo. Omdat Nacional niet won (ze verloren met 3–2 van IA Sud América) betekende dit dat Defensor Sporting en Peñarol een beslissingswedstrijd moesten spelen om de eerste plaats in de totaalstand.
Peñarol veroverde de eerste plaats en de bijbehorende kwalificatie voor de finale van het Campeonato door in de blessuretijd te winnen van Defensor Sporting.

### Totaalstand
|     | Club                           | Sp. | W  | G  | V  | Pnt. | DV | DT | DS  |
| --- | ------------------------------ | --- | -- | -- | -- | ---- | -- | -- | --- |
| 1.  | CA Peñarol                     | 37  | 26 | 8  | 3  | 86   | 85 | 26 | +59 |
| 2.  | Defensor Sporting Club         | 37  | 26 | 8  | 3  | 86   | 67 | 37 | +30 |
| 3.  | Club Nacional de Football      | 37  | 26 | 5  | 6  | 83   | 71 | 35 | +36 |
| 4.  | Montevideo Wanderers FC        | 37  | 16 | 7  | 14 | 55   | 56 | 53 | +3  |
| 5.  | CA Cerro                       | 37  | 15 | 8  | 14 | 53   | 50 | 50 | 0   |
| 6.  | CA Boston River                | 37  | 15 | 7  | 15 | 52   | 43 | 39 | +4  |
| 7.  | Rampla Juniors FC              | 37  | 13 | 11 | 13 | 50   | 42 | 50 | –8  |
| 8.  | Danubio FC                     | 37  | 11 | 13 | 13 | 46   | 40 | 49 | –9  |
| 9.  | CA River Plate                 | 37  | 10 | 15 | 12 | 45   | 42 | 44 | –2  |
| 10. | Racing Club de Montevideo      | 37  | 12 | 9  | 16 | 45   | 42 | 51 | –9  |
| 11. | CA Fénix                       | 37  | 10 | 12 | 15 | 42   | 46 | 47 | –1  |
| 12. | Liverpool FC                   | 37  | 9  | 10 | 18 | 37   | 44 | 58 | –14 |
| 13. | CCyD El Tanque Sisley          | 37  | 9  | 10 | 18 | 37   | 41 | 64 | –23 |
| 14. | IA Sud América                 | 37  | 9  | 8  | 20 | 35   | 50 | 69 | –19 |
| 15. | CA Juventud                    | 37  | 7  | 10 | 20 | 31   | 38 | 60 | –22 |
| 16. | Club Plaza Colonia de Deportes | 37  | 6  | 11 | 20 | 29   | 32 | 57 | –25 |

### Legenda
| Kleur | Kwalificatie voor                         |
| ----- | ----------------------------------------- |
|       | Beslissingswedstrijd om Finale Campeonato |

### Beslissingswedstrijd
|                                   |                        |                     |                    |                                                                           |
| 6 december 2017 20:00 uur (UTC−3) | Defensor Sporting Club | 0 - 1               | CA Peñarol         | Estadio Centenario, Montevideo Scheidsrechter: Esteban Ostojich (Uruguay) |
| 6 december 2017 20:00 uur (UTC−3) |                        | Verslag (Soccerway) | 90+4' C. Rodríguez | Estadio Centenario, Montevideo Scheidsrechter: Esteban Ostojich (Uruguay) |

 CA Peñarol plaatst zich voor de finale van het Campeonato.

#### Topscorers
Cristian Palacios verhuisde na het Torneo Intermedio van Montevideo Wanderers FC naar CA Peñarol. Hij behaalde de topscorerstitel met in totaal 29 doelpunten.
| №  | Speler              | Club(s)                                        | Goals |
| -- | ------------------- | ---------------------------------------------- | ----- |
| 1. | Cristian Palacios   | Montevideo Wanderers FC (19) & CA Peñarol (10) | 29    |
| 2. | Maureen Franco      | CA Cerro                                       | 25    |
| 3. | Cristian Rodríguez  | CA Peñarol                                     | 16    |
| 3. | Fabián Estoyanoff   | CA Fénix (13) & CA Peñarol (3)                 | 16    |
| 5. | Sebastián Fernández | Club Nacional de Football                      | 14    |

## Campeonato Uruguayo
Het Campeonato Uruguayo bepaalde de winnaar van de Primera División (of de Copa Uruguaya) 2017. De winnaars van de Apertura (Defensor Sporting Club) en de Clausura (CA Peñarol) zouden in de halve finale één wedstrijd spelen en de winnaar daarvan zou zich kwalificeren voor de finale, waarin ze een thuis- en uitduel zouden spelen tegen de nummer een van de totaalstand (Peñarol). De finalisten zouden worden aangemerkt als kampioen en vice-kampioen, de overige posities in de eindstand zouden worden bepaald op basis van de totaalstand.
Omdat Peñarol zich tweemaal had gekwalificeerd, als winnaar van de Clausura en als nummer een van de totaalstand, betekende dit dat zij aan een zege in de halve finale genoeg hadden om kampioen te worden. Zou Defensor Sporting de halve finale winnen, dan zouden zij het in de finale nogmaals opnemen tegen Peñarol.

### Wedstrijdschema
|  | Halve finale      | Halve finale |  |  | Finale  | Finale | Finale | Finale |
|  |                   |              |  |  |         |        |        |        |
|  |                   |              |  |  |         |        |        |        |
|  | Defensor Sporting | 0(2)         |  |  |         |        |        |        |
|  | Peñarol (n.s.)    | 0(4)         |  |  |         |        |        |        |
|  |                   |              |  |  |         |        |        |        |
|  |                   |              |  |  | Peñarol | –      | –      | N.v.t. |
|  |                   |              |  |  | Peñarol | –      | –      |        |
|  |                   |              |  |  |         |        |        |        |

### Halve finale
|                                    |                                 |            |                                   |                                                                           |
| 10 december 2017 19:00 uur (UTC−3) | Defensor Sporting Club          | 0 – 0 n.v. | CA Peñarol                        | Estadio Centenario, Montevideo Scheidsrechter: Daniel Fedorczuk (Uruguay) |
| 10 december 2017 19:00 uur (UTC−3) | Verslag (Soccerway)             |            |                                   | Estadio Centenario, Montevideo Scheidsrechter: Daniel Fedorczuk (Uruguay) |
| 10 december 2017 19:00 uur (UTC−3) | Strafschoppen                   |            |                                   | Estadio Centenario, Montevideo Scheidsrechter: Daniel Fedorczuk (Uruguay) |
| 10 december 2017 19:00 uur (UTC−3) | Cabrera Piquerez Cardacio Acuña | 2 – 4      | C. Rodríguez Gargano Arias Viatri | Estadio Centenario, Montevideo Scheidsrechter: Daniel Fedorczuk (Uruguay) |

0-0 na verlenging. CA Peñarol wint met 4-2 na strafschoppen en is kampioen van Uruguay.

## Ranglijst
De winnaar van de finale werd kampioen van Uruguay, de verliezend finalist werd vice-kampioen. De overige plaatsen werden bepaald op basis van de totaalstand. Indien er geen finale noodzakelijk was, zou ook de tweede plek worden bepaald op basis van de totaalstand.
Dit seizoen gold in Uruguay als kwalificatie voor de Copa Libertadores 2018 en de 2018. In beide toernooien had Uruguay recht op vier deelnemers. In de Copa Libertadores gingen deze plekken naar de top-vier van het eindklassement. Voor de Copa Sudamericana waren de winnaar van het Torneo Intermedio (Club Nacional de Football) en de verliezer van de halve finale van het Campeonato (Defensor Sporting Club) zeker van een plekje indien ze niet bij de beste vier zouden eindigen. Beide ploegen kwamen echter wel in de top-vier, waardoor de nummers vijf tot en met acht deel mochten nemen aan de Copa Sudamericana.

### Eindstand
|     | Club                           | Sp. | W  | G  | V  | Pnt. | DV | DT | DS  |
| --- | ------------------------------ | --- | -- | -- | -- | ---- | -- | -- | --- |
| 01. | CA Peñarol                     | 37  | 26 | 8  | 3  | 86   | 85 | 26 | +59 |
| 2.  | Defensor Sporting Club         | 37  | 26 | 8  | 3  | 86   | 67 | 37 | +30 |
| 3.  | Club Nacional de Football      | 37  | 26 | 5  | 6  | 83   | 71 | 35 | +36 |
| 4.  | Montevideo Wanderers FC        | 37  | 16 | 7  | 14 | 55   | 56 | 53 | +3  |
| 5.  | CA Cerro                       | 37  | 15 | 8  | 14 | 53   | 50 | 50 | 0   |
| 6.  | CA Boston River                | 37  | 15 | 7  | 15 | 52   | 43 | 39 | +4  |
| 7.  | Rampla Juniors FC              | 37  | 13 | 11 | 13 | 50   | 42 | 50 | –8  |
| 8.  | Danubio FC                     | 37  | 11 | 13 | 13 | 46   | 40 | 49 | –9  |
| 9.  | CA River Plate                 | 37  | 10 | 15 | 12 | 45   | 42 | 44 | –2  |
| 10. | Racing Club de Montevideo      | 37  | 12 | 9  | 16 | 45   | 42 | 51 | –9  |
| 11. | CA Fénix                       | 37  | 10 | 12 | 15 | 42   | 46 | 47 | –1  |
| 12. | Liverpool FC                   | 37  | 9  | 10 | 18 | 37   | 44 | 58 | –14 |
| 13. | CCyD El Tanque Sisley          | 37  | 9  | 10 | 18 | 37   | 41 | 64 | –23 |
| 14. | IA Sud América                 | 37  | 9  | 8  | 20 | 35   | 50 | 69 | –19 |
| 15. | CA Juventud                    | 37  | 7  | 10 | 20 | 31   | 38 | 60 | –22 |
| 16. | Club Plaza Colonia de Deportes | 37  | 6  | 11 | 20 | 29   | 32 | 57 | –25 |

### Legenda
| Kleur | Kwalificatie voor                    |
| ----- | ------------------------------------ |
|       | Copa Libertadores 2018, groepsfase   |
|       | Copa Libertadores 2018, voorronde    |
|       | Copa Sudamericana 2018, eerste ronde |

### Degradatie
Drie ploegen degradeerden naar de Segunda División; dit waren de ploegen die over de laatste twee seizoenen het minste punten hadden verzameld in de competitie. Aangezien promovendus CCyD El Tanque Sisley vorig seizoen nog niet in de Primera División speelden, werden de punten gedeeld door het aantal gespeelde wedstrijden.
El Tanque Sisley eindigde met hetzelfde gemiddelde als IA Sud América. Omdat slechts een van de twee clubs zich kon handhaven speelden Sud América en El Tanque Sisley barragewedstrijden (best-of-three) om de laatste degradant te bepalen. El Tanque Sisley won deze confrontatie, waardoor Sud América degradeerde.
|     | Club                           | Sp. | 2016 | 2017 | Tot. | Gem. |
| --- | ------------------------------ | --- | ---- | ---- | ---- | ---- |
| 1.  | Club Nacional de Football      | 52  | 34   | 83   | 117  | 2,25 |
| 2.  | Defensor Sporting Club         | 52  | 25   | 86   | 111  | 2,13 |
| 3.  | CA Peñarol                     | 52  | 15   | 86   | 101  | 1,94 |
| 4.  | Montevideo Wanderers FC        | 52  | 29   | 55   | 84   | 1,62 |
| 5.  | CA Cerro                       | 52  | 22   | 53   | 75   | 1,44 |
| 6.  | Danubio FC                     | 52  | 29   | 46   | 75   | 1,44 |
| 7.  | CA Boston River                | 52  | 22   | 52   | 74   | 1,42 |
| 8.  | Rampla Juniors FC              | 52  | 17   | 50   | 67   | 1,29 |
| 9.  | Racing Club de Montevideo      | 52  | 20   | 45   | 65   | 1,25 |
| 10. | CA River Plate                 | 52  | 18   | 45   | 63   | 1,21 |
| 11. | CA Fénix                       | 52  | 19   | 42   | 61   | 1,17 |
| 12. | Liverpool FC                   | 52  | 24   | 37   | 61   | 1,17 |
| 13. | IA Sud América                 | 52  | 17   | 35   | 52   | 1,00 |
| 14. | CCyD El Tanque Sisley          | 37  | –    | 37   | 37   | 1,00 |
| 15. | CA Juventud                    | 52  | 17   | 31   | 48   | 0,92 |
| 16. | Club Plaza Colonia de Deportes | 52  | 12   | 29   | 41   | 0,79 |

### Legenda
| Kleur | Resultaat                                                      |
| ----- | -------------------------------------------------------------- |
|       | Barragewedstrijden tegen degradatie naar Segunda División 2018 |
|       | Degradatie naar Segunda División 2018                          |

### Barragewedstrijden
|                                   |                                               |                                   |                                    |                                                                              |
| 9 december 2017 18:00 uur (UTC−3) | CCyD El Tanque Sisley                         | 3 - 2                             | IA Sud América                     | Estadio Campeones Olímpicos, Florida Scheidsrechter: Pablo Giménez (Uruguay) |
| 9 december 2017 18:00 uur (UTC−3) | Tamareo 13' A. Martínez 61' (pen.) Mascia 87' | Verslag (AUF) Verslag (Soccerway) | 53' (pen.) Bentancourt 89' Pollero | Estadio Campeones Olímpicos, Florida Scheidsrechter: Pablo Giménez (Uruguay) |

|                                    |                          |                                   |                       |                                                                                           |
| 13 december 2017 17:00 uur (UTC−3) | IA Sud América           | 1 - 0                             | CCyD El Tanque Sisley | Estadio Parque Alfredo Víctor Viera, Montevideo Scheidsrechter: Leodan González (Uruguay) |
| 13 december 2017 17:00 uur (UTC−3) | Mathías López 75' (e.d.) | Verslag (AUF) Verslag (Soccerway) |                       | Estadio Parque Alfredo Víctor Viera, Montevideo Scheidsrechter: Leodan González (Uruguay) |

3-3 op basis van wedstrijdpunten, een beslissingsduel moest worden gespeeld.
|                                    |                                |                                   |                                        |                                                                              |
| 17 december 2017 16:00 uur (UTC−3) | IA Sud América                 | 1 - 1 (n.v.)                      | CCyD El Tanque Sisley                  | Estadio Luis Franzini, Montevideo Scheidsrechter: Esteban Ostojich (Uruguay) |
| 17 december 2017 16:00 uur (UTC−3) | Melazzi 66'                    | Verslag (AUF) Verslag (Soccerway) | 78' Fagúndez                           | Estadio Luis Franzini, Montevideo Scheidsrechter: Esteban Ostojich (Uruguay) |
| 17 december 2017 16:00 uur (UTC−3) | Strafschoppen                  |                                   |                                        | Estadio Luis Franzini, Montevideo Scheidsrechter: Esteban Ostojich (Uruguay) |
| 17 december 2017 16:00 uur (UTC−3) | Franco Yantorno Pollero Colmán | 2 – 4                             | Martínez Arguiñarena De Souza Burgueño | Estadio Luis Franzini, Montevideo Scheidsrechter: Esteban Ostojich (Uruguay) |

1-1 na verlenging. CCyD El Tanque Sisley wint met 4-2 na strafschoppen en handhaaft zich in de Primera División.